# (100227) 1994 PR16
(100227) 1994 PR16 es un asteroide perteneciente al cinturón de asteroides, descubierto el 10 de agosto de 1994 por Eric Walter Elst desde el Observatorio de La Silla, Chile.

## Designación y nombre
Designado provisionalmente como 1994 PR16.

## Características orbitales
1994 PR16 está situado a una distancia media del Sol de 2,592 ua, pudiendo alejarse hasta 2,754 ua y acercarse hasta 2,429 ua. Su excentricidad es 0,062 y la inclinación orbital 1,974 grados. Emplea 1524 días en completar una órbita alrededor del Sol.

## Características físicas
La magnitud absoluta de 1994 PR16 es 15,9.